# Миляков, Григорий Михайлович
Григо́рий Миха́йлович Миляко́в (31 января 1867 — не ранее 1921) — член IV Государственной думы от Рязанской губернии, крестьянин.
Православный, крестьянин села Дединова той же волости Зарайского уезда. Домовладелец.
Окончил двухклассное образцовое училище. Занимался земледелием (2 десятины), был крупным торговцем сеном. Состоял членом правления Дединовской вольно-пожарной дружины, попечителем начального училища, членом местного больничного комитета, а также членом комитета по сооружению в селе Дединове памятника императору Александру II. В 1909—1912 годах был волостным старшиной, организовал страхование крестьянского скота в Дединовской волости.
В 1912 году был избран в члены Государственной думы от Рязанской губернии съездом уполномоченных от волостей. Входил во фракцию октябристов, после её раскола — в группу Союза 17 октября и Прогрессивный блок. Состоял членом комиссий: земельной, по рыболовству, по рабочему вопросу, по старообрядческим делам, о народном здравии и сельскохозяйственной.
В 1921 году проживал в родном селе, состоял агентом-инструктором по закваске капусты Зарайского упродкома. 9 марта 1921 года был арестован, обвинялся в контрреволюционной деятельности, 14 апреля того же года дело было прекращено по приговору коллегии МЧК. После коллективизации вновь подвергался аресту, однако обвинение и приговор неизвестны. Был женат, имел шестеро детей.